# Klipasti muhar
Klipasti muhar (lat. Setaria italica), jednosupnica iz porodice trava. Porijeklom je iz Kine odakle je uvezena po brojnim zemljama širom svijeta (Sjeverna i Južna Amerika, Azija, Europa (uključujući i Hrvatsku).
Klipasti muhar je jednogodišnja uskolisna biljka koja naraste od 100 do 250 cm. Cvat je u obliku okomita ili blago pognuta klasa. Česta je na oranicama i ruderalnim staništima pa je smatraju korovom, i suzbijaju preventivnim, mehaničkim i kemijskim mjerama, ali se kultivirana uzgaja za ptičju hranu.
Cvjeta od lipnja do rujna. 
Stariji hrvatski nazivi za nju se ljepiguz, proha talijanska, muhić, bar i klipavac.
Za nju postoji 70 sinonima.
- S. italica
- S. italica
- S. italica
- S. italica
- Setaria italica